# 雑草群落
『雑草群落』（ざっそうぐんらく）は、松本清張の長編小説。『風圧』のタイトルで『東京新聞』などに連載され（1965年6月18日付 - 1966年7月7日付）、加筆・改題の上、1979年10月に光文社（カッパ・ノベルス）から刊行された。

## あらすじ

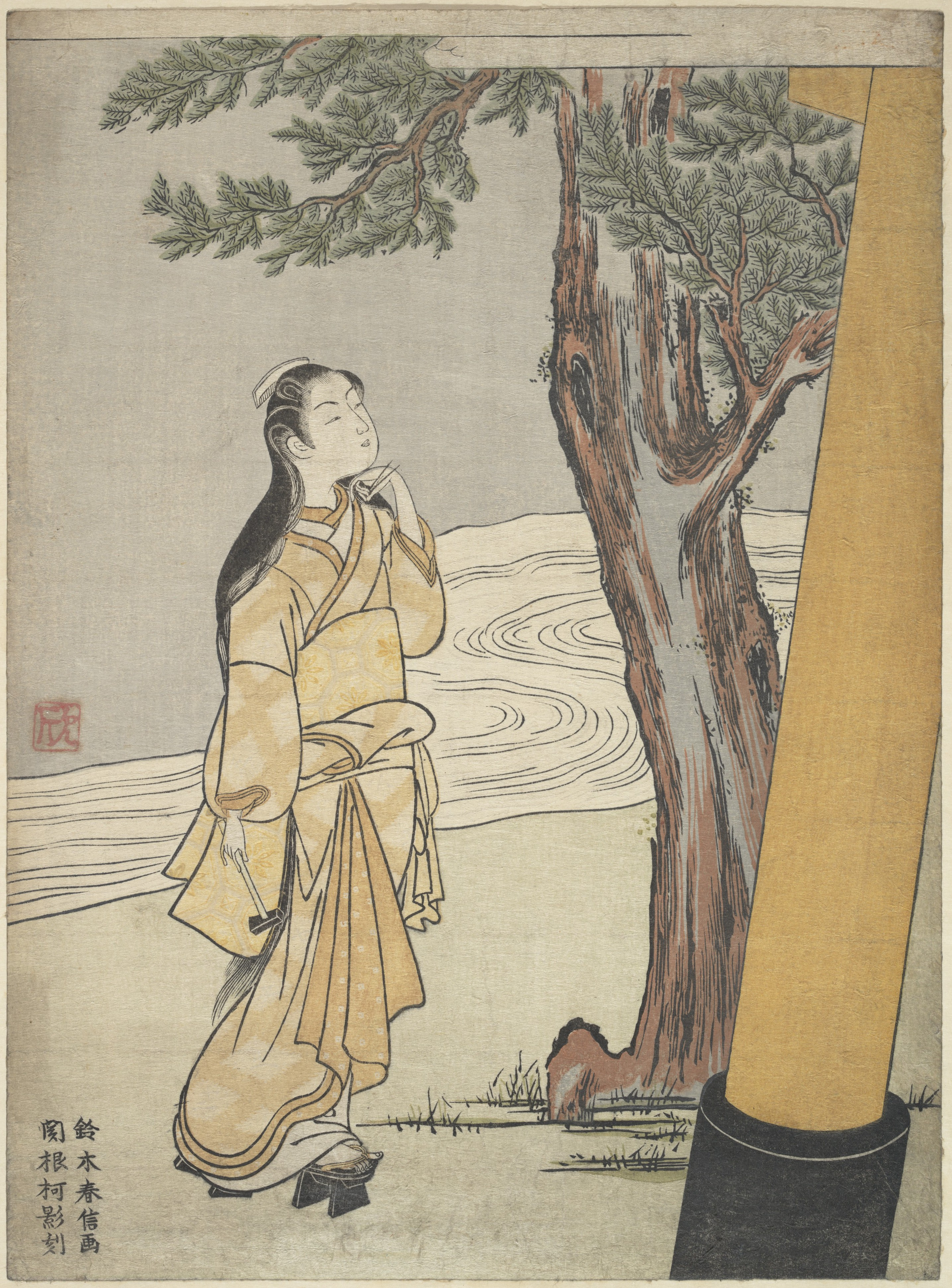
作中言及される鈴木春信「丑の刻参り」

古美術商の高尾庄平は、愛人の野村和子と新宿のデパートを訪れた際、ライバル美術商の駒井孝吉が文部省技官の佐川竹雄に付き添い、機嫌を取っているのに出くわす。翌日駒井が庄平の店を訪ね、億万長者で明和製薬社長の村上為蔵に入り込む余地は無いか、倉田三之介と早川市太郎をご存知ないか、庄平の息子の健吉は熱海あたりではないかと、謎のようなことを言う。続いて庄平は、早川市太郎という人物が、和子に五十万円を送り、また明和製薬の副社長であることを知る。
健吉が商売を口実に熱海の旅館で女と会っているのではないかと思った庄平は、和子と熱海を訪れるが、駒井に見つかり、健吉と儲けを狙っているのではないかと疑われる。倉田三之介と健吉の接触を知った庄平は、帰京後健吉に問うと、健吉が倉田を通じて村上社長に出入りしようと運動していると知り、和子と早川副社長の線を活用し、村上社長への出入りで駒井と競争すべく、健吉と共同戦線を張ることにする。
庄平は和子を説得し、大阪の明和製薬のパーティに出席するが、村上社長の反応から、和子が社長と知合いだったらしいと感じる。和子に聞くと、自分が村上の娘であり、隠し子であると和子は打ち明ける。和子は村上の仕打ちを憎んでいたが、せっかくつかんだ村上へのアプローチを断念する気になれない庄平は、堺市の工場で倉田および村上社長のゴーストライターの日下部俊郎と会う。
日下部は肉筆浮世絵、たとえば東洲斎写楽の肉筆絵を持って社長の興味を引くことを提案する。無理な要求に、庄平が憂鬱な顔になると、日下部は駒井がそうした肉筆浮世絵に心当りがあると言っていたと言う。駒井はたとえ怪しげなものでも、こういうものがありましたと、得々と村上のもとに持参するのではないか。悩む庄平に和子は、友人の富永喜久子の彼氏に偽物を描いてもらったらどうかと、贋作を提案する。和子の言うとおりになってみようという気に傾いた庄平は、健吉を巻き込み、写楽と春信の肉筆絵を工作する。
庄平は浮世絵の権威である佐川技官に金を包んで鑑定書を書いてもらい、自著の出版記念会で上京する村上に接触し渡そうと計画するが、他方、留守にしがちとなった和子に別の男ができたのではないかという不安が起こり始める。出版記念会のパーティ後、ただ正面から挨拶しただけでは弱いと日下部から聞いた庄平は、村上を渋谷のN美術館に呼ぶ段取りをつける。しかし、思わぬ異変によって、庄平の目論見は一挙に破綻、続いて早川副社長から絵の返却の申し出があり、庄平は失意に落ち込む。
ところが、庄平の知らない間に、駒井を失敗させ、佐川を失脚させる策動が、意外な人物によって進められていた。

## 主な登場人物
高尾庄平
日本橋の古美術商「草美堂」社長。62歳。愛人の和子を援助し信頼しているが、妻の友子と離婚する勇気はない。
野村和子
神楽坂の待合「はな富」のお座敷女中。庄平の30歳年下の愛人。出生の秘密を持つ。
高尾健吉
庄平の息子。若いが目利きができ、商売もうまいやり手。
高尾友子
庄平の妻。庄平とはセックスレス。
高尾杉子
健吉の妻。健吉の浮気をうすうす察している。
富永喜久子
高円寺に住む和子の友人。
牧村憲一
相当な腕前だが売れない絵描き。喜久子の彼氏。
佐川竹雄
国立総合美術館日本画課長、文部省技官、文化財保護委員。浮世絵の権威。
駒井孝吉
古美術商「竜古堂」当主。相当の目利きで庄平には煙たい存在。
村上為蔵
明和製薬社長。製薬王として喧伝される大金持。相当の骨董好き。
早川市太郎
明和製薬副社長。和子の亡夫の友人。
倉田三之介
村上社長の謡の師匠。
日下部俊郎
明和製薬社長室嘱託。ゴーストライター。

## エピソード
- 著者は本作について「『雑草群落』は、十五・六年前に某企業経営者のことを聞いたのがヒント。しかし、内容はまったく作りかえている」と述べている[2]。
- 速記を務めた福岡隆は「この中に出てくる村上為蔵は、ある人物を想定して書かれたもので、職業も姓名もまったく変えているが、ある有名な人である。彼は貧乏人の小倅から身を起し、今や大実業家に出世して、多くの人びとから尊敬されているが、ひと皮むけばとんでもないくわせもので、何人もの妾を各方面に持ち、それぞれにたくさんの子供を生ませている。しかもたいへんなケチである。妾がダイヤの指輪をねだると、「そないな高いものはあかん」と言って、自社の製品を送り届けさせるというがめつさであった。これくらいならまだ笑ってすませるが、小売店主を招いて催した何十周年かのパーティに、芸者に出している妾の子供、つまり入籍していない実子をホステスとして使ったというにいたっては笑い話にもならない」と述べている[3]。
- 文芸評論家の尾崎秀樹は、本作を同じ著者の『真贋の森』と比較し「贋作画家を育てるという点で『雑草群落』ともかさなる部分がある」「ある意味で『雑草群落』の原型をなすといってよかろう」と指摘した上で、「『真贋の森』では、個人的な復讐の意識が贋作の動機となっていたが、『雑草群落』では人間関係が横にのびており」、「商売上の利益を追う」「小心な」庄平、「暗い運命を背負った」「性格はかなり複雑」な和子、「たくましい」健吉、「みずからの運命を葬ってしまう」牧村憲一など、「同じ雑草でも強いもの、弱いものがあることを、作者は描きわけている」と評している[4]。

## 書誌情報
- 『雑草群落』〈カッパ・ノベルス〉（上下巻、光文社、1979年10月）
- 『松本清張全集 44 雑草群落』（文藝春秋、1983年1月）
- 文庫版『雑草群落』〈文春文庫〉（上下巻、文藝春秋、1984年6月）
- 文庫版『雑草群落』〈光文社文庫 松本清張プレミアム・ミステリー〉（上下巻、2014年4月）